# Liste der Biografien/Hend
Liste der Biografien |
Portal Biografien |
Personensuche
# |
A |
B |
C |
D |
E |
F |
G |
H |
I |
J |
K |
L |
M |
N |
O |
P |
Q |
R |
S |
T |
U |
V |
W |
X |
Y |
Z |
?
 
Ha |
Hd |
He |
Hi |
Hj |
Hk |
Hl |
Hm |
Hn |
Ho |
Hr |
Hs |
Ht |
Hu |
Hv |
Hw |
Hy
 
Hea |
Heb |
Hec |
Hed |
Hee |
Hef |
Heg |
Heh |
Hei |
Hej |
Hek |
Hel |
Hem |
Hen |
Heo |
Hep |
Heq |
Her |
Hes |
Het |
Heu |
Hev |
Hew |
Hex |
Hey |
Hez
 
Hena |
Henb |
Henc |
Hend |
Hene |
Henf |
Heng |
Henh |
Heni |
Henj |
Henk |
Henl |
Henm |
Henn |
Heno |
Henq |
Henr |
Hens |
Hent |
Henu |
Henv |
Henw |
Heny |
Henz
Die Liste der Biografien führt alle Personen auf, die in der deutschsprachigen Wikipedia einen Artikel haben. Dieses ist eine Teilliste mit 380 Einträgen von Personen, deren Namen mit den Buchstaben „Hend“ beginnt.

## Hend

### Henda
- Hendawy, Karim (* 1988), ägyptischer Handballspieler
- Henday, Anthony, britischer Entdecker

### Hende
- Hende, Csaba (* 1960), ungarischer Politiker
- Hende, Hans van den (* 1964), niederländischer Geistlicher, römisch-katholischer Bischof von Rotterdam
- Hendee, Denny H. (1826–1907), amerikanischer Fotograf
- Hendee, George Mallory (1866–1943), US-amerikanischer Radrennfahrer und UnternehmerGeorge Mallory Hendee (1866–1943)

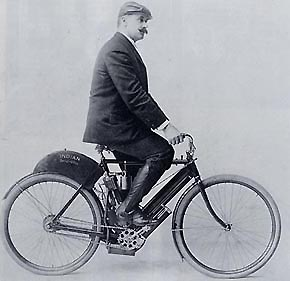
George Mallory Hendee (1866–1943)

- Hendee, George Whitman (1832–1906), US-amerikanischer Politiker
- Hendek, Mahmut Nedim (1880–1920), türkischer Offizier
- Hendel, Agnieszka (* 1981), polnisches Fotomodel
- Hendel, Annekatrin, deutsche Produzentin, Regisseurin, Drehbuchautorin und Szenenbildnerin
- Hendel, Dieter (* 1934), deutscher Ingenieur, Manager und ehemaliger BMW-Werkleiter Regensburg
- Hendel, Friedrich (1874–1936), österreichischer Hauptschuldirektor, Entomologe und Dipterologe
- Hendel, Friedrich Wilhelm (1887–1947), deutscher Antiquar, Verleger und Buchhändler
- Hendel, Gerhard (1930–2016), deutscher Germanist und Kulturwissenschaftler mit dem Schwerpunkt „Weimarer Klassik“
- Hendel, Johann Christian (1742–1823), deutscher Buchdrucker und Verleger
- Hendel, Josef (1897–1993), deutscher Künstler
- Hendel, Kenneth (1931–2006), britischer Schauspieler
- Hendel, Kristina (* 1996), kroatische Leichtathletin
- Hendel, Lutz (* 1958), deutscher Fußballspieler
- Hendel, Otto (1820–1898), deutscher Buchdrucker und Verleger
- Hendel, Ronald Stephen, US-amerikanischer Judaist
- Hendel, Rudolf (1947–2023), deutscher Judoka
- Hendel, Sebastian (* 1995), deutscher LeichtathletSebastian Hendel (* 1995)

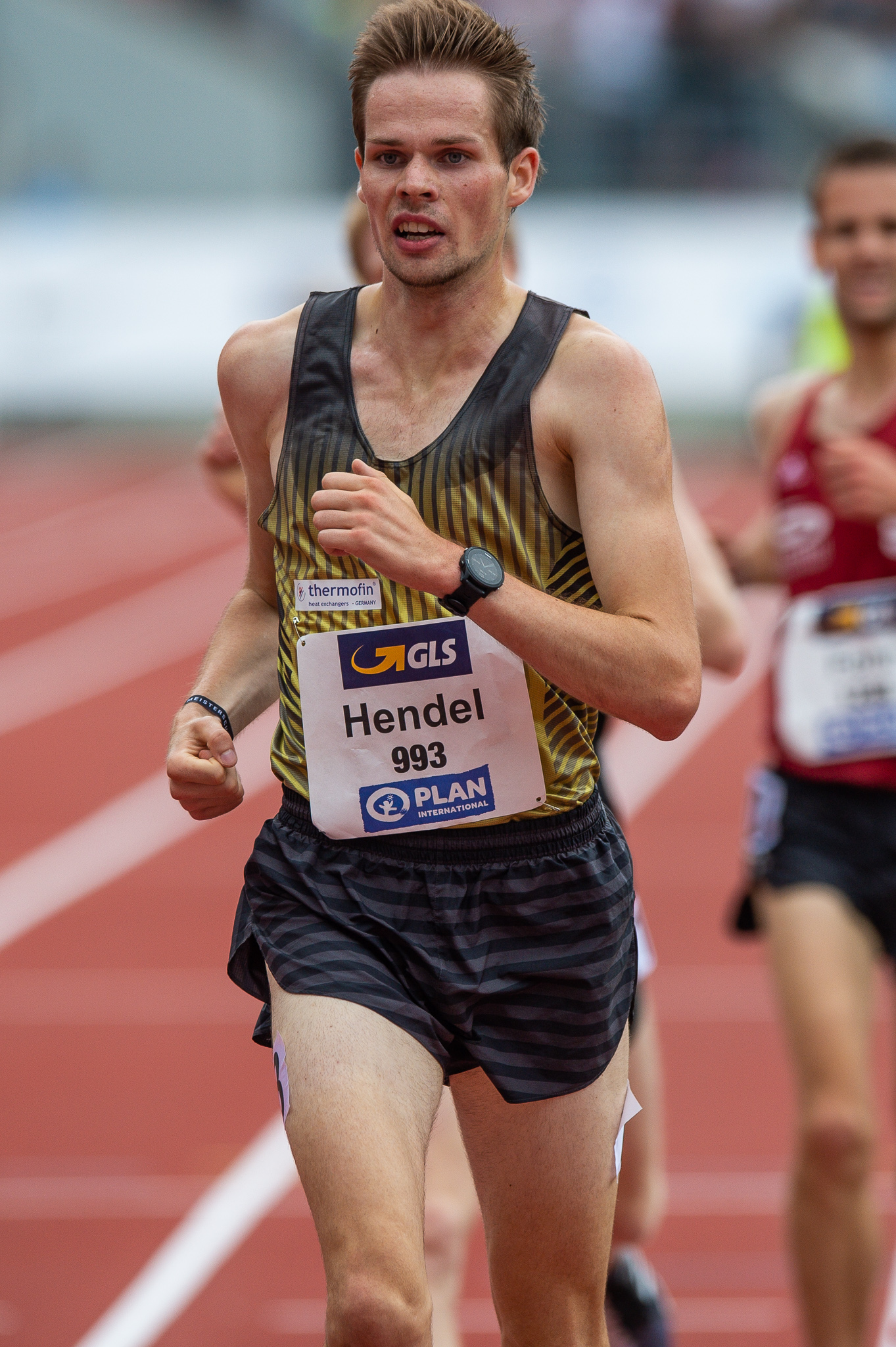
Sebastian Hendel (* 1995)

- Hendel, Zvi (* 1949), israelischer Politiker und Abgeordneter der Knesset
- Hendel, Zygmunt (1862–1929), polnischer Architekt, Konservator und Kunsthistoriker
- Hendel-Schütz, Henriette (1772–1849), deutsche Schauspielerin und Pantomimin
- Hendele, Thomas (* 1953), deutscher Kommunalbeamter und Politiker (CDU)
- Hendeles, Ydessa (* 1948), kanadische Künstlerin, Kunsttherapeutin, Kunstsammlerin, Galeristin, Kuratorin und Mäzenin
- Hendelman, Tamir (* 1971), US-amerikanischer Jazzmusiker
- Henderichs, Karl Maria (1848–1933), deutscher Reichsgerichtsrat
- Henderickx, Wim (1962–2022), belgischer Komponist
- Henderikse, Jan (* 1937), niederländischer bildender Künstler des Informel
- Hendershot, Sara (* 1988), US-amerikanische Ruderin
- Henderson junior, Benny (* 1975), US-amerikanischer Boxsportreporter und Boxer
- Henderson, Alan (* 1972), US-amerikanischer Basketballspieler
- Henderson, Alexander († 1646), schottischer Theologe
- Henderson, Alexander (1780–1863), schottischer Arzt und Buchautor
- Henderson, Alexander (1831–1913), kanadischer Fotograf schottischer Herkunft
- Henderson, Anna (* 1998), britische Radrennfahrerin
- Henderson, Archibald (1768–1822), US-amerikanischer Politiker
- Henderson, Archibald (1783–1859), Befehlshaber des amerikanischen Marine Corps
- Henderson, Arthur (1863–1935), britischer Politiker, Mitglied des House of Commons, Friedensnobelpreisträger
- Henderson, Barry (* 1936), britischer Politiker
- Henderson, Bennett H. (* 1784), US-amerikanischer Politiker
- Henderson, Bertha, US-amerikanische Blues-Musikerin
- Henderson, Bill (1926–2016), US-amerikanischer Jazz-Sänger und Schauspieler
- Henderson, Bill, US-amerikanischer Jazz-, Funk- und Fusionmusiker
- Henderson, Billy (1939–2007), US-amerikanischer Soulsänger und Songwriter
- Henderson, Bobby (1910–1969), US-amerikanischer Jazzpianist
- Henderson, Bobby (* 1980), amerikanischer Autor
- Henderson, Brian (* 1986), französisch-kanadischer Eishockeyspieler
- Henderson, Bugs (1943–2012), US-amerikanischer Bluesmusiker
- Henderson, C. J. (* 1998), US-amerikanischer American-Football-Spieler
- Henderson, Caroline (* 1962), schwedische JazzsängerinCaroline Henderson (* 1962)

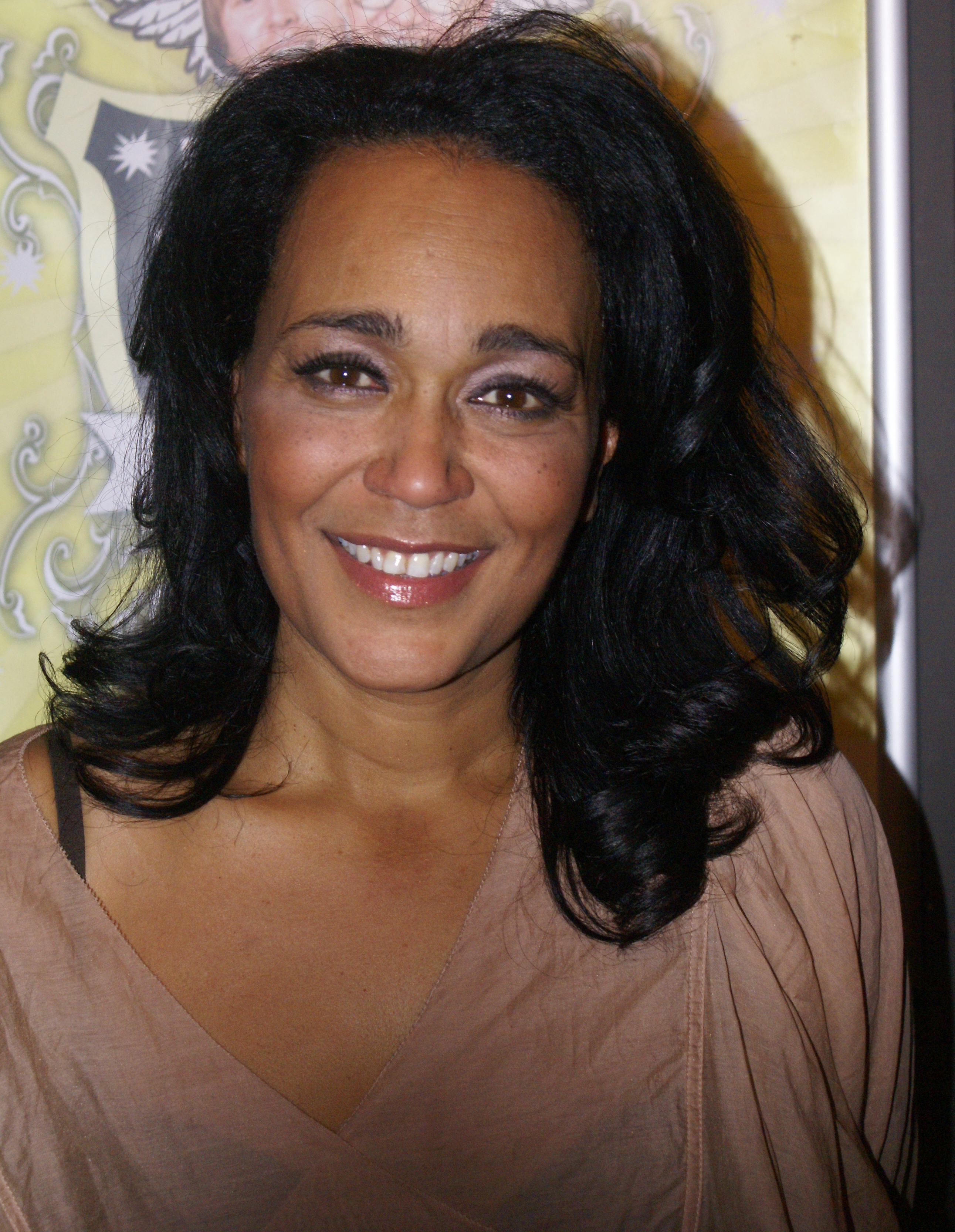
Caroline Henderson (* 1962)

- Henderson, Charles (1860–1937), US-amerikanischer Politiker (Demokratische Partei) und Gouverneur von Alabama
- Henderson, Charles (1907–1970), US-amerikanischer Komponist, Dirigent, Arrangeur, Pianist, Autor und Liedtexter
- Henderson, Charles B. (1873–1954), US-amerikanischer Politiker der Demokratischen Partei
- Henderson, Charles Roy (1911–1989), amerikanischer Tierzuchtwissenschaftler
- Henderson, Chris (* 1970), US-amerikanischer Fußballspieler
- Henderson, Christina (1861–1953), neuseeländische
- Henderson, Chuck (* 1955), US-amerikanischer Sopransaxophonist
- Henderson, Claire (* 1971), nordirische Badmintonspielerin
- Henderson, Craig (* 1987), neuseeländischer Fußballspieler
- Henderson, Dan (* 1970), US-amerikanischer Ringer und KampfsportlerDan Henderson (* 1970)

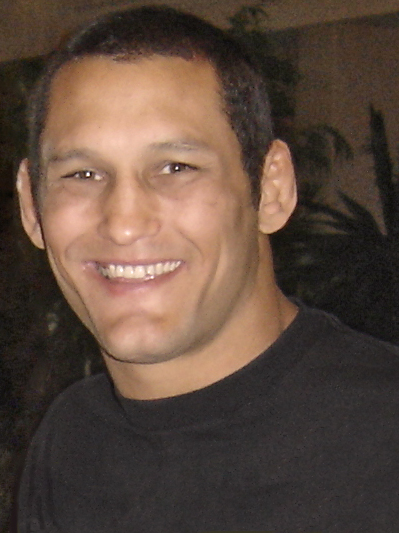
Dan Henderson (* 1970)

- Henderson, Darius (* 1981), englischer Fußballspieler
- Henderson, Darrell (* 1997), US-amerikanischer Footballspieler
- Henderson, Dave (* 1952), französisch-kanadischer Eishockeyspieler und -trainer
- Henderson, David (1862–1921), britischer Generalleutnant und Luftwaffenbefehlshaber sowie Generaldirektor der Internationalen Föderation der Rotkreuz- und Rothalbmond-Gesellschaften
- Henderson, David B. (1840–1906), schottisch-amerikanischer Politiker
- Henderson, David N. (1921–2004), US-amerikanischer Politiker
- Henderson, Dean (* 1997), englischer Fußballtorwart
- Henderson, Dell (1877–1956), US-amerikanischer Regisseur, Schauspieler und Drehbuchautor
- Henderson, Derek Scott (1929–2009), südafrikanischer Informatiker und Hochschullehrer
- Henderson, Donald A. (1928–2016), US-amerikanischer Mediziner
- Henderson, Douglas (1934–2020), kanadisch-US-amerikanischer Physikochemiker
- Henderson, Douglas Mackay (1927–2007), britischer Mykologe
- Henderson, Duncan († 2022), US-amerikanischer Filmproduzent
- Henderson, E. J. (* 1980), US-amerikanischer American-Football-Spieler
- Henderson, Eddie (* 1940), amerikanischer Jazztrompeter und Arzt
- Henderson, Edith (1911–2005), US-amerikanische Landschaftsarchitektin
- Henderson, Edmonia (1900–1947), US-amerikanische Blues- und Gospelsängerin
- Henderson, Edwin Bancroft (1883–1977), US-amerikanischer Vater des afroamerikanischen Basketballs
- Henderson, Ella (* 1996), britische Sängerin
- Henderson, Euan (* 1967), schottischer Snookerspieler
- Henderson, Euan (* 2000), schottischer Fußballspieler
- Henderson, Evan James, US-amerikanischer Schauspieler, Filmproduzent und Drehbuchautor
- Henderson, Ewan (* 2000), schottischer Fußballspieler
- Henderson, Fletcher (1897–1952), US-amerikanischer Jazz-Pianist, Bandleader und Komponist
- Henderson, Florence (1934–2016), US-amerikanische FernsehschauspielerinFlorence Henderson (1934–2016)

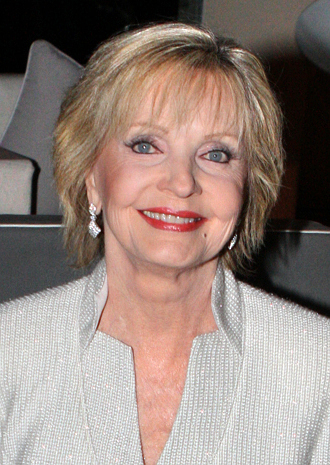
Florence Henderson (1934–2016)

- Henderson, Frederick (* 1958), US-amerikanischer Manager, Vorsitzender und Chief Executive Officer von General Motors
- Henderson, Geoffrey (* 1961), Jurist aus Trinidad und Tobago und Richter am Internationalen Strafgerichtshof
- Henderson, George (1854–1903), britischer Offizier und Militärhistoriker
- Henderson, George Gerald (1862–1942), englischer organischer Chemiker und Hochschullehrer
- Henderson, Gerald Jr. (* 1987), US-amerikanischer Basketballspieler
- Henderson, Gordon (1912–1993), kanadischer Anwalt
- Henderson, Graham (* 1961), irischer Badmintonspieler
- Henderson, Greg (* 1976), neuseeländischer Radrennfahrer
- Henderson, Harold Gould (1889–1974), amerikanischer Japanologe
- Henderson, Hazel (1933–2022), US-amerikanische Zukunftsforscherin und Expertin für alternative Ökonomie
- Henderson, Horace (1904–1988), amerikanischer Jazz-Bandleader, Pianist und Arrangeur
- Henderson, Iain (* 1992), nordirischer Rugbyspieler
- Henderson, Jackie (1932–2005), schottischer Fußballspieler
- Henderson, James (1783–1848), britischer Diplomat
- Henderson, James (* 1867), schottischer Fußballspieler
- Henderson, James Henry Dickey (1810–1885), US-amerikanischer Politiker
- Henderson, James Pinckney (1808–1858), US-amerikanischer Jurist und Politiker
- Henderson, James Wilson (1817–1880), US-amerikanischer Politiker; Gouverneur von Texas
- Henderson, Jay (* 2002), schottischer Fußballspieler
- Henderson, Jaylon (* 1997), US-amerikanischer American-Football-Spieler
- Henderson, Jeff (* 1989), US-amerikanischer Weitspringer
- Henderson, Joe (1920–1980), britischer Klavierspieler
- Henderson, Joe (1937–1964), US-amerikanischer Gospel- und R&B-Sänger
- Henderson, Joe (1937–2001), US-amerikanischer Jazzmusiker (Tenorsaxophonist)
- Henderson, John (* 1605), kaiserlicher Generalfeldwachtmeister
- Henderson, John (1797–1857), US-amerikanischer Jurist und Politiker (Whig Party)
- Henderson, John (* 1949), britischer Historiker
- Henderson, John (* 1973), schottischer DartspielerJohn Henderson (* 1973)

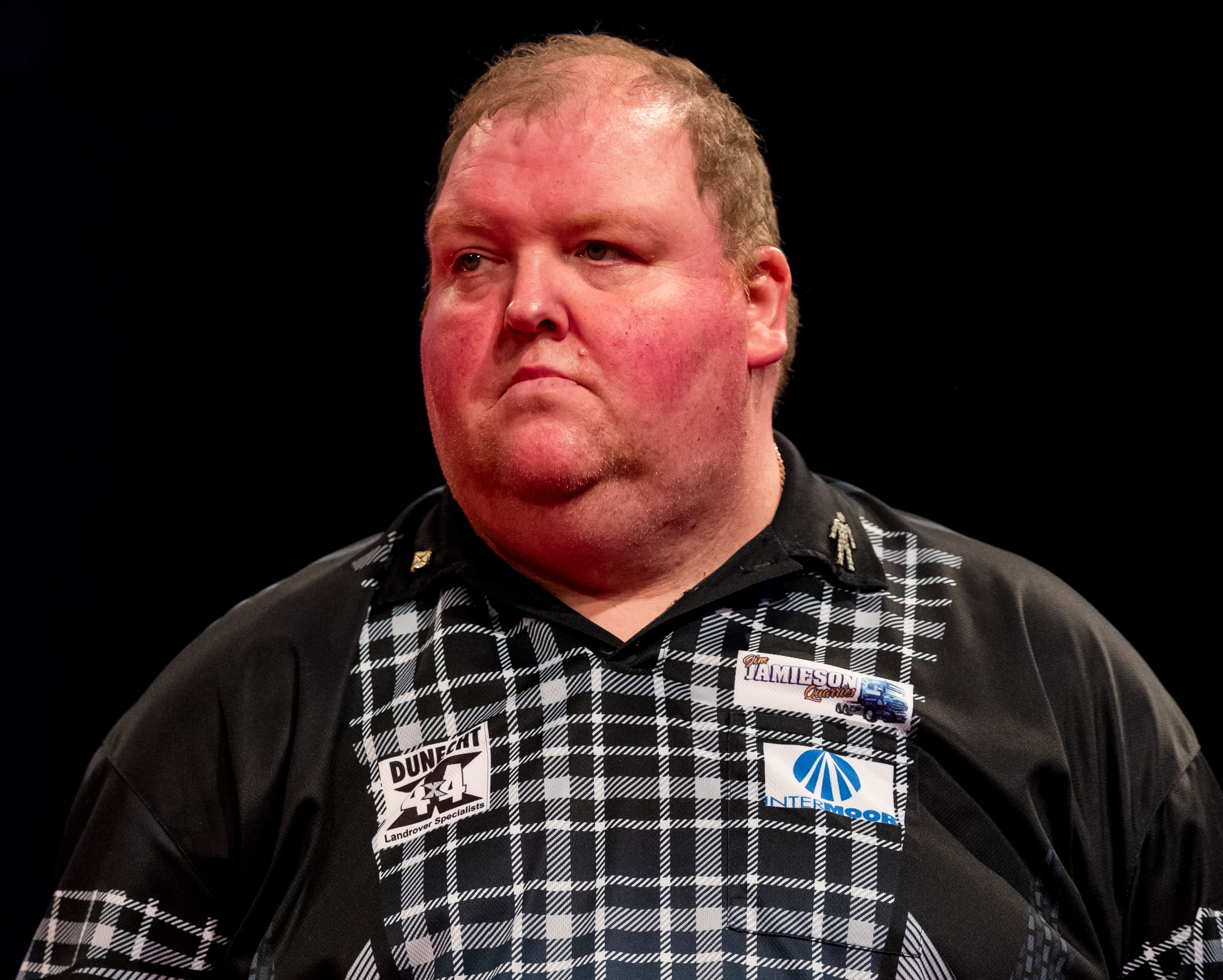
John Henderson (* 1973)

- Henderson, John B. (1826–1913), US-amerikanischer Politiker
- Henderson, John E. (1917–1994), US-amerikanischer Politiker
- Henderson, John Graham Wilmot (* 1948), britischer Klassischer Philologe
- Henderson, John Robertson (1863–1925), britischer Zoologe, Numismatiker und Hochschullehrer
- Henderson, John S. (1846–1916), US-amerikanischer Politiker
- Henderson, John, 1. Baronet (1626–1683), schottischer Adliger
- Henderson, Jordan (* 1990), englischer FußballspielerJordan Henderson (* 1990)

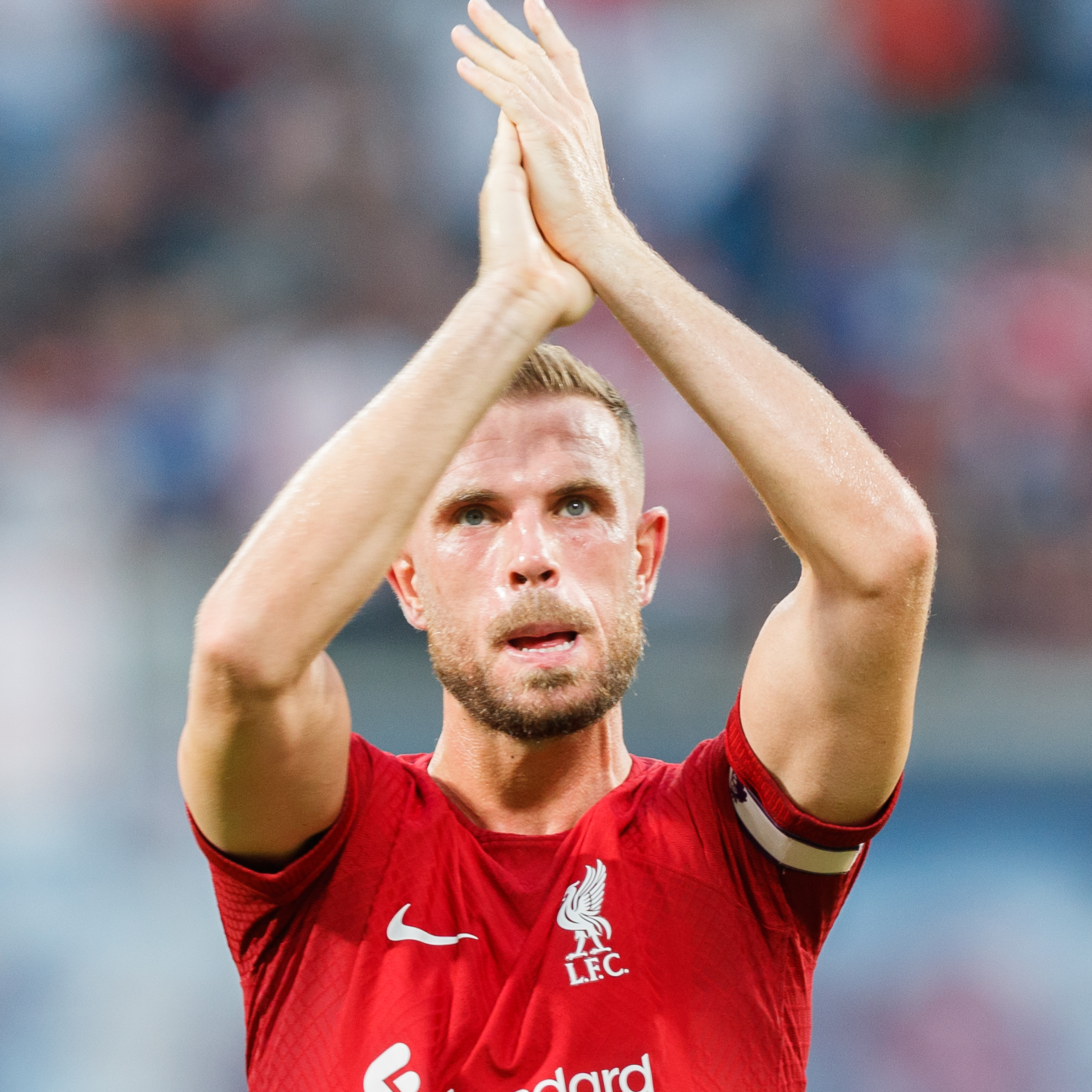
Jordan Henderson (* 1990)

- Henderson, Joseph (1791–1863), US-amerikanischer Politiker
- Henderson, Josh (* 1981), US-amerikanischer Schauspieler
- Henderson, Julian (* 1954), britischer Theologe; Bischof von Blackburn
- Henderson, Katherine (1909–2002), amerikanische Bluessängerin
- Henderson, Kelo (1923–2019), US-amerikanischer Schauspieler
- Henderson, Kelson (* 1975), neuseeländischer Schauspieler
- Henderson, Lauren (* 1986), US-amerikanische Jazzmusikerin (Gesang)
- Henderson, Lawrence J. (1878–1942), US-amerikanischer Chemiker und Biologe
- Henderson, Lee (* 1974), kanadischer Schriftsteller und Journalist
- Henderson, Liam (* 1996), schottischer Fußballspieler
- Henderson, Logan (* 1989), US-amerikanischer Schauspieler, Sänger, Rapper und Tänzer
- Henderson, Louise (1902–1994), französisch-neuseeländische Malerin, Kunsthandwerkerin und Lehrer für Kunst und Kunsthandwerk
- Henderson, Loy W. (1892–1986), US-amerikanischer Diplomat und Hochschullehrer
- Henderson, Luther (1919–2003), US-amerikanischer Musical Komponist und Arrangeur
- Henderson, Lyn Alicia, US-amerikanische Schauspielerin
- Henderson, Mac (* 1934), schottischer Badmintonspieler
- Henderson, Marie Thérèse, schottische Komponistin und Solosängerin
- Henderson, Marjorie (1905–2000), englische Badmintonspielerin
- Henderson, Mark (* 1969), US-amerikanischer Schwimmer
- Henderson, Martin (* 1974), neuseeländischer SchauspielerMartin Henderson (* 1974)

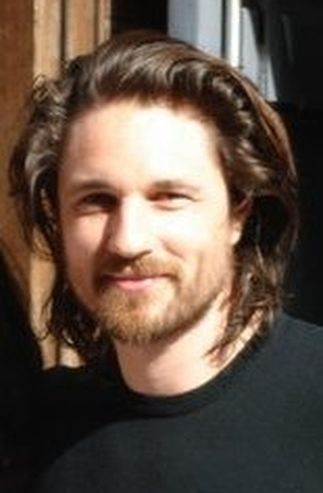
Martin Henderson (* 1974)

- Henderson, Mary (1912–2006), kanadische Sängerin (Sopran) und Gesangspädagogin
- Henderson, Mary H. J. (1874–1938), schottisch-britische Dichterin, Frauenrechtlerin und Administratorin im Scottish Women’s Hospitals for Foreign Service
- Henderson, Matt (* 1974), US-amerikanischer Eishockeyspieler
- Henderson, Mavis, englische Badmintonspielerin
- Henderson, Melissa (* 1989), US-amerikanische Fußballspielerin
- Henderson, Michael (1951–2022), US-amerikanischer Bassist und Sänger
- Henderson, Monique (* 1983), US-amerikanische Sprinterin und Olympiasiegerin
- Henderson, Murray (1921–2013), kanadischer Eishockeyspieler und -trainer
- Henderson, Nevile (1882–1942), britischer Botschafter in Deutschland (1937–1939)Nevile Henderson (1882–1942)

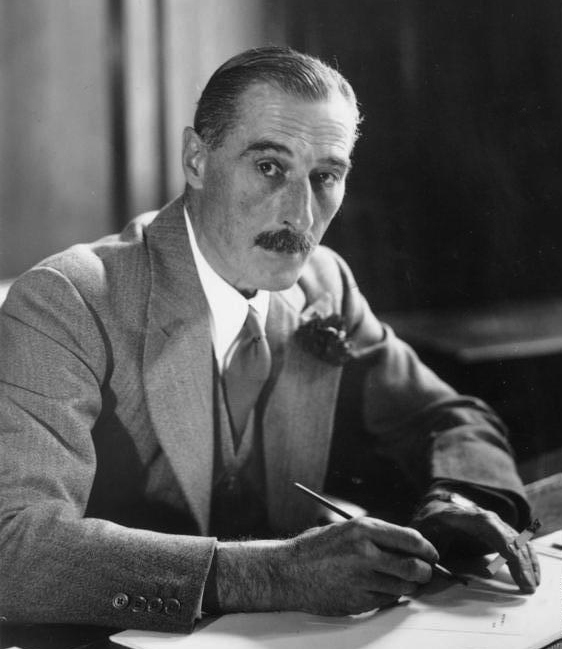
Nevile Henderson (1882–1942)

- Henderson, Nicholas (1919–2009), britischer Diplomat und Autor
- Henderson, Nicholas (* 1990), neuseeländischer Eishockeyspieler
- Henderson, Nigel (1917–1985), britischer Fotograf
- Henderson, Paul (* 1943), kanadischer Eishockeyspieler
- Henderson, Paul (* 1956), US-amerikanisch-französischer Basketballspieler
- Henderson, Paul (* 1962), australischer Politiker
- Henderson, Paul (* 1971), australischer Leichtathlet
- Henderson, Pete (1895–1940), kanadischer Automobilrennfahrer
- Henderson, Peter, Baron Henderson of Brompton (1922–2000), britischer Staatsbeamter, Politiker und Life Peer
- Henderson, Ray (1896–1970), US-amerikanischer Songwriter und Komponist
- Henderson, Rebecca (* 1980), kanadische Schauspielerin
- Henderson, Rebecca (* 1991), australische Mountainbikerin
- Henderson, Rebecca (* 2001), australische Leichtathletin
- Henderson, Rebecca M. (* 1959), US-amerikanische Ökonomin
- Henderson, Richard (* 1945), britischer Struktur- und Molekularbiologe
- Henderson, Rickey (1958–2024), US-amerikanischer Baseballspieler
- Henderson, Robert (1871–1942), Mathematiker
- Henderson, Robert (1915–2002), US-amerikanischer Filmtechniker
- Henderson, Robert G., Tontechniker
- Henderson, Rosa (1896–1968), amerikanische Jazz- und Bluesmusikerin (Gesang, Songwriting)
- Henderson, Roy (1899–2000), schottischer Opernsänger (Bariton) und Gesangspädagoge
- Henderson, Russell (1924–2015), trinidadischer Musiker
- Henderson, Sammy (* 1944), schottischer Fußballspieler und -trainer
- Henderson, Samuel (1764–1841), US-amerikanischer Politiker
- Henderson, Scoot (* 2004), US-amerikanischer Basketballspieler
- Henderson, Scott (* 1943), kanadischer Skirennläufer
- Henderson, Scott (* 1954), US-amerikanischer Gitarrist
- Henderson, Shirley (* 1965), schottische SchauspielerinShirley Henderson (* 1965)

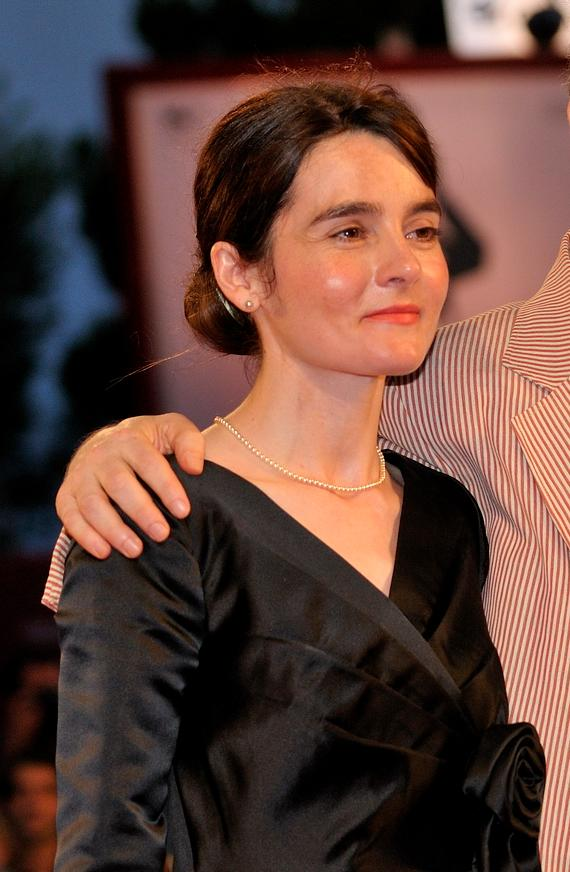
Shirley Henderson (* 1965)

- Henderson, Skitch (1918–2005), britisch-US-amerikanischer Pianist, Dirigent und Komponist
- Henderson, Stella (1871–1962), neuseeländische Journalistin und Feministin
- Henderson, Stephen (* 1949), US-amerikanischer Schauspieler und TheaterregisseurStephen Henderson (* 1949)

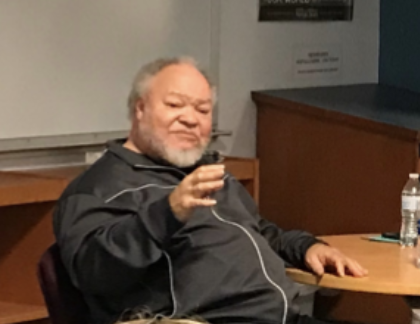
Stephen Henderson (* 1949)

- Henderson, Stephen (* 1988), irischer Fußballspieler
- Henderson, Tamara (* 1982), kanadische Video- und Installationskünstlerin
- Henderson, Taylor (* 1993), australischer Popsänger
- Henderson, Thomas (1743–1824), US-amerikanischer Politiker
- Henderson, Thomas (1798–1844), schottischer Astronom
- Henderson, Thomas J. (1824–1911), US-amerikanischer Politiker
- Henderson, Valerie (* 1986), US-amerikanische Fußballtorhüterin
- Henderson, Vickie (1926–2015), US-amerikanische Tänzerin, Sängerin und Schauspielerin
- Henderson, Vince, dominicanischer Politiker (Dominica Labour Party), Außenminister seines Staates
- Henderson, Virginia (1897–1996), US-amerikanische Pflegewissenschaftlerin
- Henderson, Vivian Wilson (1923–1976), US-amerikanischer Ökonom, Hochschulpräsident und Bürgerrechtler
- Henderson, Walter (1880–1944), britischer Hochspringer, Diskuswerfer, Weitspringer und Speerwerfer
- Henderson, Wayne (1939–2014), amerikanischer Jazzmusiker und Musikproduzent
- Henderson, Wayne (* 1983), irischer Fußballtorhüter
- Henderson, William, schottischer Fußballspieler
- Henderson, William J. (* 1947), US-amerikanischer Geschäftsmann, 71. US-Postmaster General
- Henderson, Yandell (1873–1944), US-amerikanischer Physiologe
- Henderson, Zenna (1917–1983), US-amerikanische Volksschullehrerin und Schriftstellerin
- Henderson-Sellers, Ann (* 1952), australische Geographin und Klimaforscherin
- Hendes, Rita (* 1954), deutsche Rudertrainerin

### Hendg
- Hendges, Martin (* 1963), deutscher Zahnarzt, Vorsitzender des Vorstands der Kassenzahnärztlichen Bundesvereinigung

### Hendl
- Hendl, Bernhard (* 1992), österreichischer Fußballtorhüter
- Hendl, Walter (1917–2007), US-amerikanischer Dirigent, Pianist und Komponist
- Hendle, Philipp (* 1987), deutscher Eishockeyspieler
- Hendler, Maximilian (* 1939), österreichischer Slawist, Musikwissenschaftler und Komponist
- Hendler, Reinhard (* 1947), deutscher Rechtswissenschaftler
- Hendler, Stewart (* 1978), US-amerikanischer Regisseur
- Hendler, Tamaryn (* 1992), belgische Tennisspielerin

### Hendo
- Hendon, Bill (1944–2018), US-amerikanischer Politiker
- Hendorff, Friedrich Wilhelm von (1738–1798), oldenburgischer Kammerdirektor

### Hendr
- Hendra, Imay (* 1970), indonesischer Badmintonspieler, später für Brunei startend
- Hendra, Tony (1941–2021), britischer Satiriker
- Hendrasmoro, Marcellinus Primanto, indonesischer Diplomat
- Hendrawan (* 1972), indonesischer Badmintonspieler
- Hendreich, Christoph (1628–1702), deutscher Historiker, Bibliothekar und Professor
- Hendreich, Peter († 1670), kufürstlich-brandenburgischer Resident in Danzig
- Hendreich, Peter Ludwig (1673–1725), kurbrandenburgischer Bibliothekar, Hofprediger in Potsdam, Professor in Frankfurt/Oder
- Hendren, Laurie (1958–2019), kanadische Informatikerin und Professorin
- Hendrich, Heinz (* 1916), deutscher Maler
- Hendrich, Hermann (1854–1931), deutscher Maler
- Hendrich, Johannes (1919–1980), deutscher Schriftsteller, Hörspiel- und Drehbuchautor
- Hendrich, Kathrin (* 1992), deutsch-belgische FußballspielerinKathrin Hendrich (* 1992)

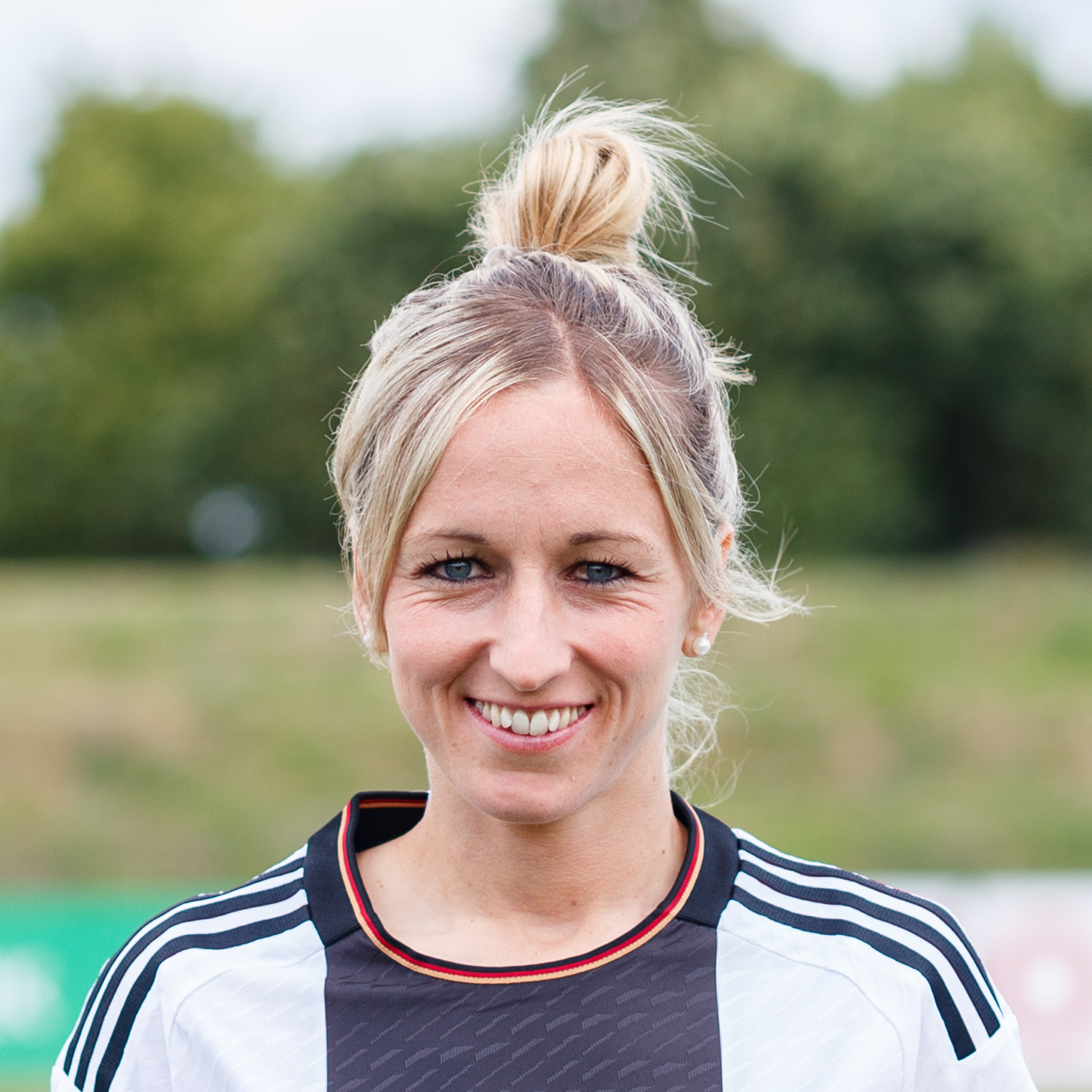
Kathrin Hendrich (* 1992)

- Hendrich-Schneider, Ursula (1953–2009), österreichische Sozial- und Wirtschaftswissenschafterin
- Hendrichs, Hermann (1809–1871), deutscher Schauspieler
- Hendrichs, Hildegard (1923–2013), deutsche Bildhauerin, Schriftstellerin und Komponistin
- Hendrichs, Josef (1915–2009), österreichischer Schauspieler und Hörspielsprecher
- Hendrick Aupaumut (1757–1830), Indianer, Sachem der Stockbridge
- Hendrick, Brian (* 1970), US-amerikanischer Basketballspieler
- Hendrick, Burton J. (1870–1949), US-amerikanischer Autor
- Hendrick, Jeff (* 1992), irischer Fußballspieler
- Hendrick, John Kerr (1849–1921), US-amerikanischer Politiker
- Hendrick, Ray (1929–1990), US-amerikanischer Rennfahrer
- Hendricken, Thomas Francis (1827–1886), irischer Geistlicher, Bischof von Providence
- Hendricks, Barbara (* 1948), amerikanisch-schwedische Opern- und Konzertsängerin (Sopran) sowie Schauspielerin
- Hendricks, Barbara (* 1952), deutsche Politikerin (SPD), MdB
- Hendricks, Bessie (1907–2023), US-amerikanische Altersrekordlerin
- Hendricks, Bobby († 2022), amerikanischer Soulsänger
- Hendricks, Christina (* 1975), US-amerikanische SchauspielerinChristina Hendricks (* 1975)

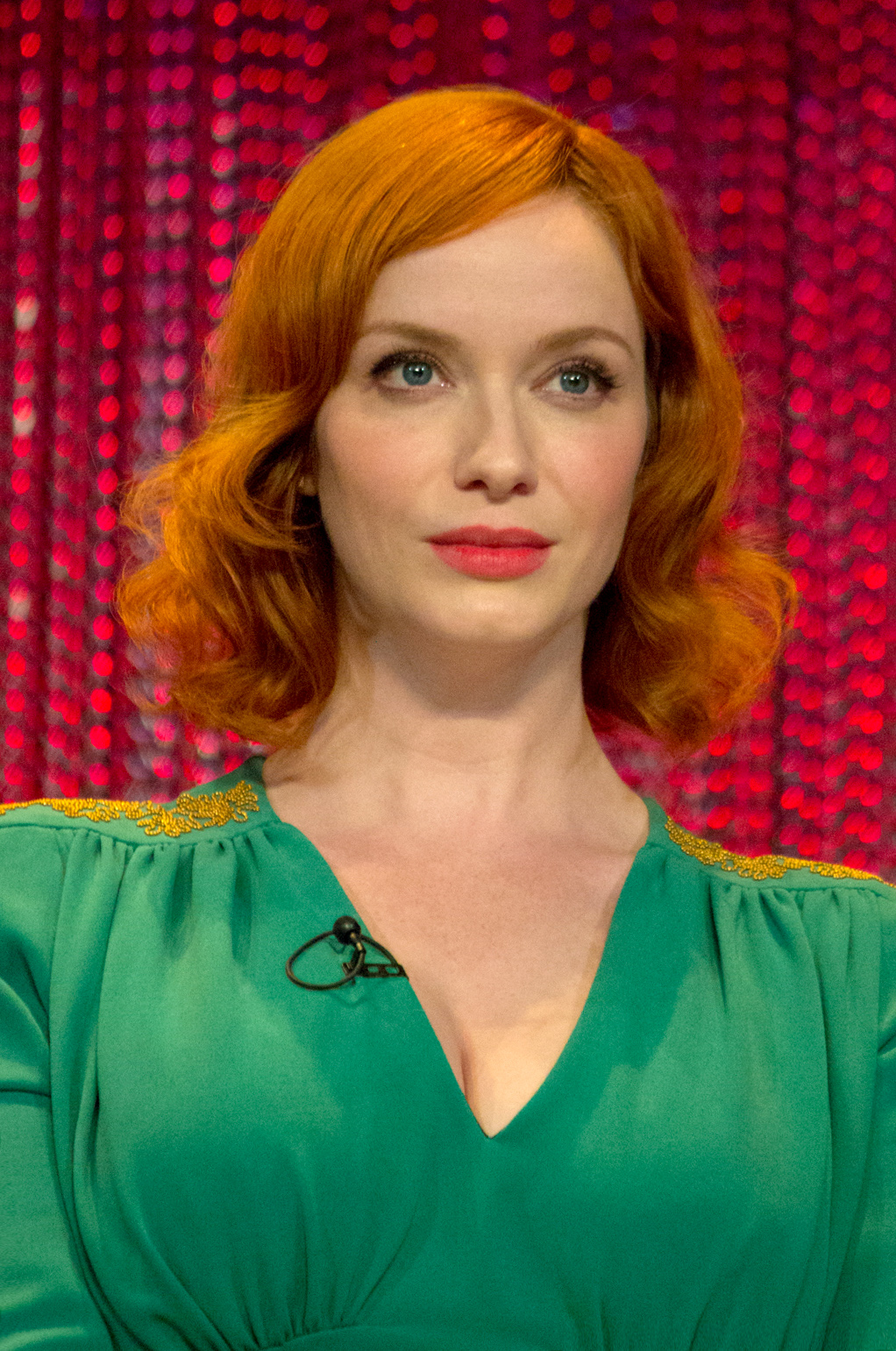
Christina Hendricks (* 1975)

- Hendricks, Diane (* 1947), amerikanische Milliardärin, Geschäftsfrau und Filmproduzentin
- Hendricks, Eliza (1823–1903), Second Lady der Vereinigten Staaten
- Hendricks, Gordon († 1980), US-amerikanischer Kunst- und Filmhistoriker
- Hendricks, Jochem (* 1959), deutscher Maler und Videokünstler
- Hendricks, Joe (1903–1974), US-amerikanischer Politiker
- Hendricks, Jon (1921–2017), US-amerikanischer Jazz-Sänger, Dichter und Schlagzeuger
- Hendricks, Luis (* 1999), deutscher Koch
- Hendricks, Matt (* 1981), US-amerikanischer Eishockeyspieler
- Hendricks, Michael (* 1954), deutscher Unternehmer
- Hendricks, Michele (* 1953), US-amerikanische Jazzsängerin, Arrangeurin und Songwriterin sowie Lehrerin und Autorin
- Hendricks, Monika (1947–2012), deutsche Betriebsrätin
- Hendricks, Muhsin (1967–2025), südafrikanischer Imam
- Hendricks, Paul (* 1956), britischer römisch-katholischer Geistlicher und Weihbischof in Southwark
- Hendricks, Reeza (* 1989), südafrikanischer Cricketspieler
- Hendricks, Renate (* 1952), deutsche Politikerin (SPD), MdL
- Hendricks, Rowan (* 1979), südafrikanischer Fußballspieler
- Hendricks, Shawn (* 1964), US-amerikanischer Autorennfahrer
- Hendricks, Taylor (* 2003), US-amerikanischer Basketballspieler
- Hendricks, Ted (* 1947), US-amerikanischer American-Football-Spieler
- Hendricks, Thomas A. (1819–1885), US-amerikanischer Politiker, 21. Vizepräsident der USA
- Hendricks, William (1782–1850), US-amerikanischer Politiker
- Hendricks, William L. (1904–1992), US-amerikanischer Offizier und Produzent von Trick-, Kurz- und Dokumentarfilmen
- Hendricks, Yannic (* 1990), deutscher Abtreibungsgegner und politischer Aktivist
- Hendrickse, Allan (1927–2005), südafrikanischer Politiker
- Hendrickson, Al (1920–2007), US-amerikanischer Jazz- und Studiomusiker
- Hendrickson, Calista, US-amerikanische Kostümbildnerin
- Hendrickson, Darby (* 1972), US-amerikanischer Eishockeyspieler und -trainer
- Hendrickson, Elizabeth (* 1979), US-amerikanische Schauspielerin
- Hendrickson, George Lincoln (1865–1963), US-amerikanischer Klassischer Philologe
- Hendrickson, John (1872–1925), US-amerikanischer Sportschütze
- Hendrickson, Leonie (* 1990), britische Biathletin und Skilangläuferin
- Hendrickson, Nancy (* 1950), US-amerikanische Autorin, Schauspielerin, Regisseurin, Produzentin und Drehbuchautorin
- Hendrickson, Robert (1944–2016), US-amerikanischer Regisseur, Drehbuchautor und Produzent
- Hendrickson, Robert C. (1898–1964), US-amerikanischer Politiker
- Hendrickson, Sarah (* 1994), US-amerikanische Skispringerin
- Hendrickson, Sue (* 1949), US-amerikanische Paläontologin
- Hendrickson, Trey (* 1994), US-amerikanischer American-Football-SpielerTrey Hendrickson (* 1994)

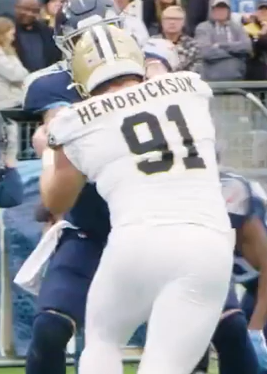
Trey Hendrickson (* 1994)

- Hendrickson, Waino (1896–1983), US-amerikanischer Politiker
- Hendrickson, Wayne (* 1941), US-amerikanischer Biophysiker
- Hendrickson-Smith, Ian (* 1974), US-amerikanischer Jazzmusiker
- Hendrickx, Albert (1916–1990), belgischer Radrennfahrer
- Hendrickx, Alexander (* 1993), belgischer Hockeyspieler
- Hendrickx, Benjamin (1939–2021), belgischer, in Südafrika wirkender Byzantinist, Neogräzist und Historiker
- Hendrickx, Jorik (* 1992), belgischer Eiskunstläufer
- Hendrickx, Loena (* 1999), belgische Eiskunstläuferin
- Hendrickx, Marcel (1925–2008), belgischer Radrennfahrer
- Hendrickx, Monic (* 1966), niederländische Schauspielerin
- Hendrie, James, britischer Drehbuchautor, Filmproduzent und Filmregisseur
- Hendrie, John Strathearn (1857–1923), kanadischer Offizier und Politiker, Vizegouverneur von Ontario
- Hendrie, Lee (* 1977), englischer Fußballspieler
- Hendrie, Margaret (1935–1990), nauruische Autorin
- Hendrik IV. van Montfoort (1414–1459), Burggraaf von Montfoort
- Hendrik, Gerhard (1559–1615), Bildhauer in Breslau
- Hendrik, John (1904–2004), deutscher Sänger (Tenor) und Rundfunkmoderator
- Hendrik, Tony (* 1945), deutscher Musikproduzent
- Hendrikoff, Nikolaus Graf (* 1931), deutscher Arzt und Politiker (SPD), MdL Bayern
- Hendriks, Anneken (1522–1571), holländische MärtyrerinAnneken Hendriks (1522–1571)

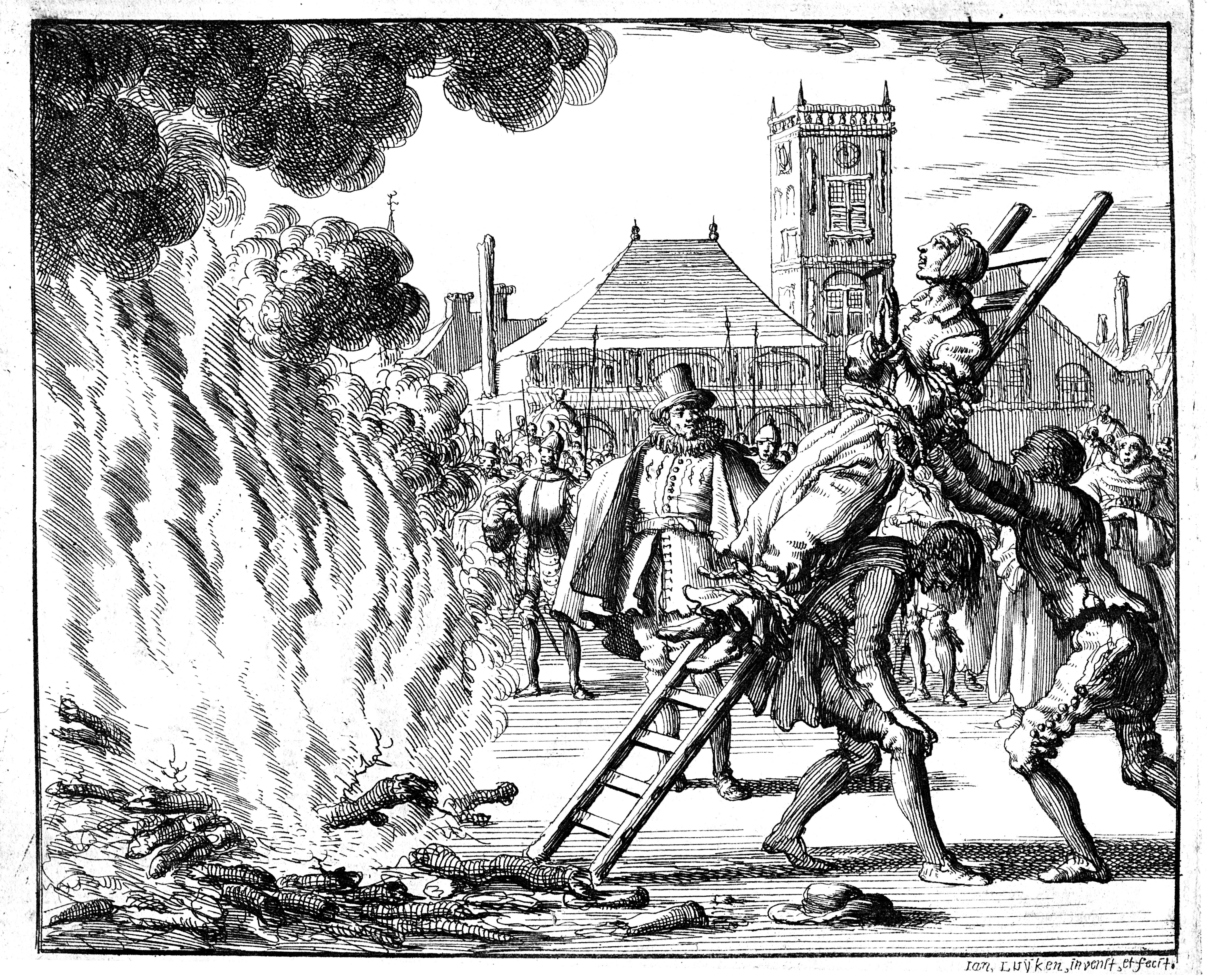
Anneken Hendriks (1522–1571)

- Hendriks, Barend Leonardus (1830–1899), niederländischer Porträtmaler, Zeichner und Lithograf
- Hendriks, Cor (1934–2016), niederländischer Fußballspieler
- Hendriks, Gijs (1938–2017), niederländischer Jazz-Saxophonist und Komponist
- Hendriks, Heiko (* 1966), deutscher Politiker (CDU), MdL Nordrhein-Westfalen
- Hendriks, Irene (* 1958), niederländische Hockeyspielerin
- Hendriks, Jan (* 1928), deutscher Schauspieler
- Hendriks, Jimmy (* 1994), niederländischer Dartspieler
- Hendriks, Jo (1923–2001), niederländischer Politiker
- Hendriks, Johannes Willibrordus Maria (* 1954), niederländischer Geistlicher und römisch-katholischer Bischof von Haarlem-Amsterdam
- Hendriks, Kaj (* 1987), niederländischer Ruderer
- Hendriks, Marc-Oliver (* 1970), deutscher Theaterintendant
- Hendriks, Ramon (* 2001), niederländischer Fußballspieler
- Hendriks, Sara (1846–1925), niederländische Malerin und Zeichnerin
- Hendriks, Wesley (* 1985), niederländischer Eishockeyspieler
- Hendriks, Wybrand (1744–1831), niederländischer Maler
- Hendrikse, Klaas (1947–2018), niederländischer Prediger und Autor
- Hendrikse, Nathalie (* 1995), niederländische Handballspielerin
- Hendriksen, Adam (* 1886), grönländischer Landesrat
- Hendriksen, Alex (* 1975), Jazzmusiker (Saxophon)Alex Hendriksen (* 1975)

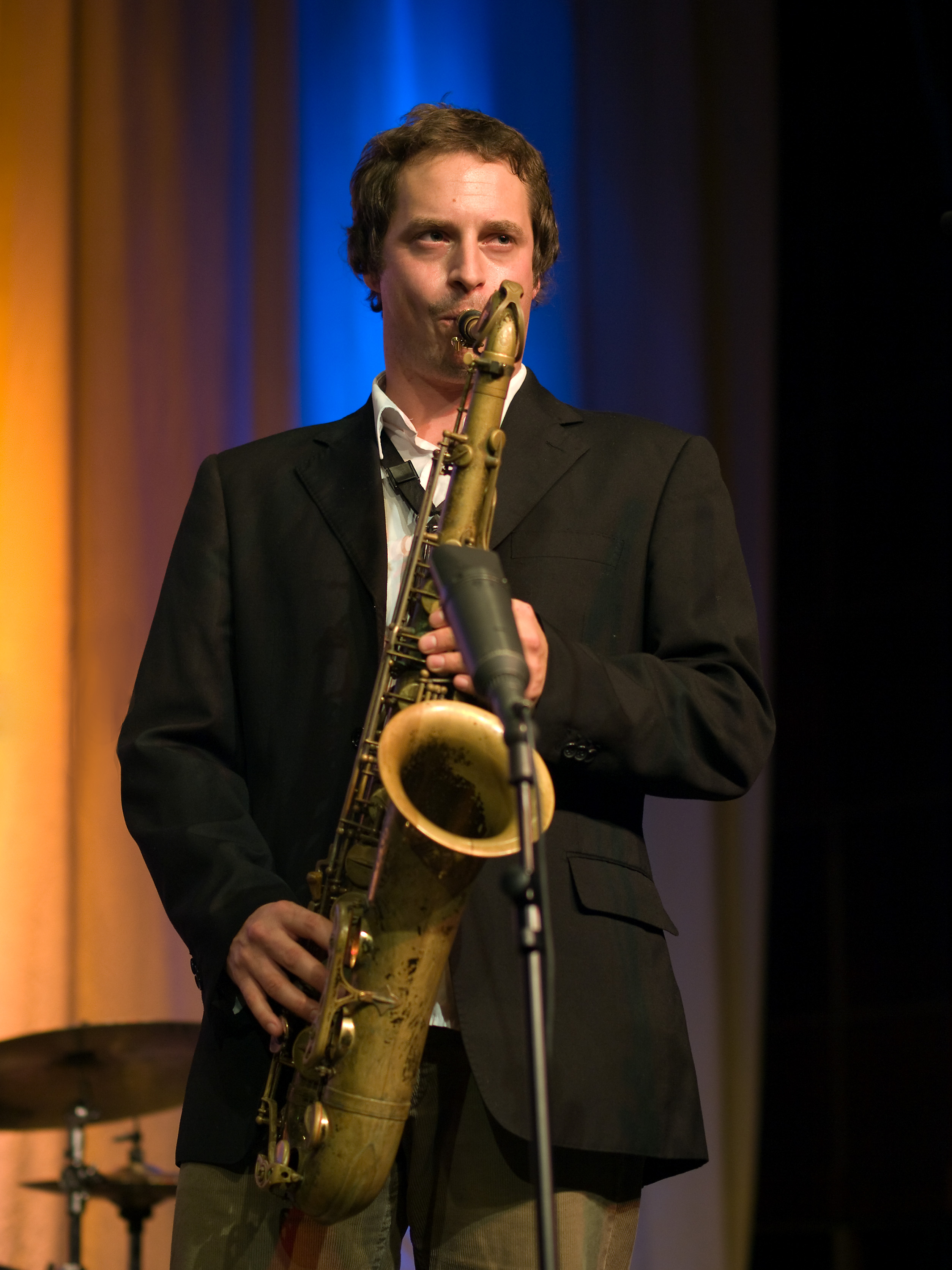
Alex Hendriksen (* 1975)

- Hendriksen, Karl (1869–1928), grönländischer Landesrat
- Hendriksen, Theodorus Gerardus Antonius (1907–2001), niederländischer katholischer Bischof
- Hendriksen, Wiebke (* 1951), deutsche Tischtennisspielerin
- Hendrikson, Kurt H. (* 1913), deutscher Wirtschaftswissenschaftler
- Hendriksz, Pieter (1779–1843), niederländischer Mediziner
- Hendriok, Fred (1885–1942), deutscher Werbegrafiker
- Hendrix, Adam, US-amerikanischer Pokerspieler
- Hendrix, Al (1934–2021), US-amerikanischer Rock’n’Roll- und Country-Musiker
- Hendrix, Amanda (* 1968), US-amerikanische Planetenforscherin
- Hendrix, Bert (1932–2010), polnisch-deutscher Sänger im Genre Schlager
- Hendrix, Broder B. (* 1963), deutscher Schauspieler
- Hendrix, Brunhilde (1938–1995), deutsche Leichtathletin
- Hendrix, Don (1905–1961), US-amerikanischer Optiker
- Hendrix, Elaine (* 1970), US-amerikanische SchauspielerinElaine Hendrix (* 1970)

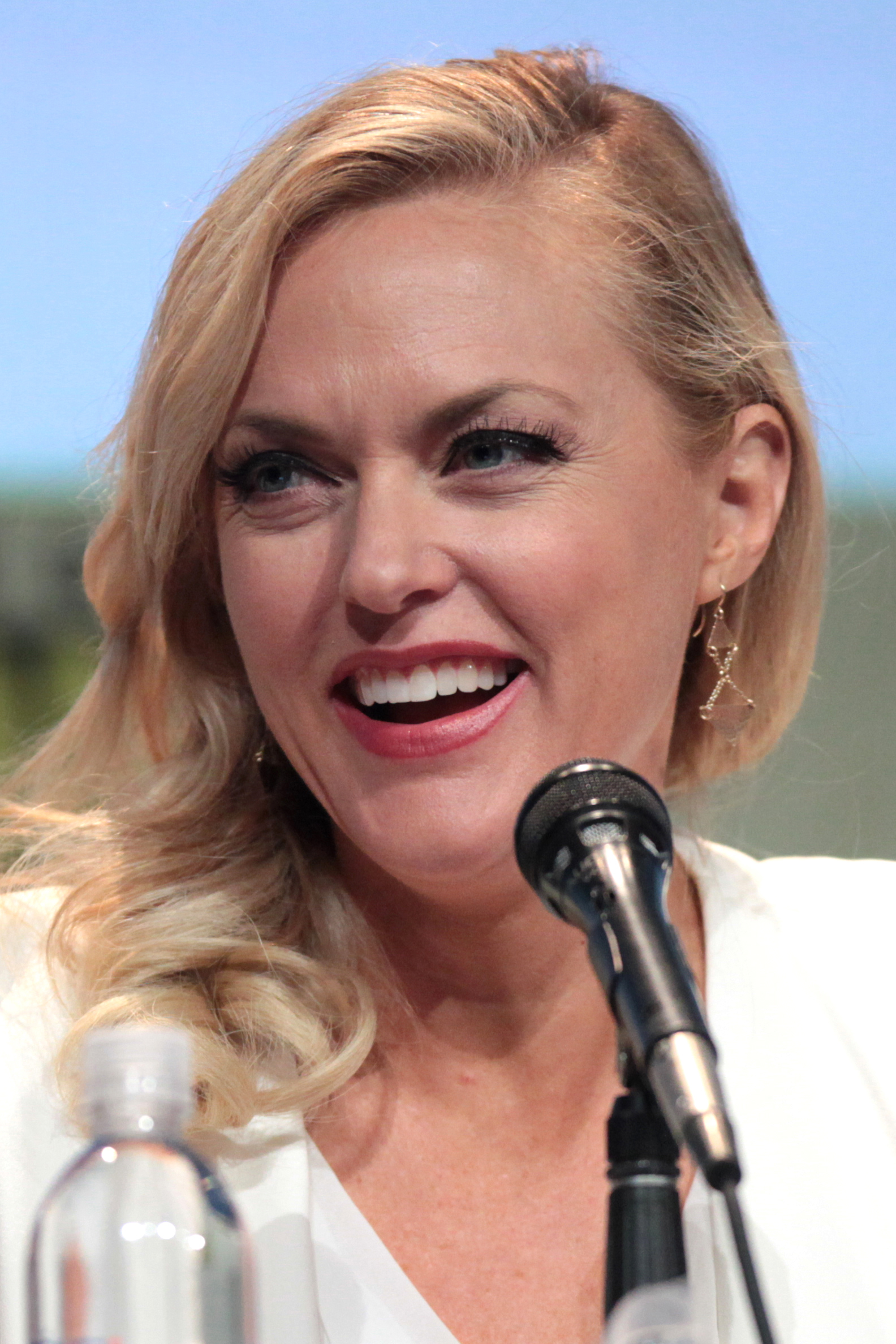
Elaine Hendrix (* 1970)

- Hendrix, Emile (* 1955), niederländischer Springreiter, Trainer und Pferdehändler
- Hendrix, Friedrich (1911–1941), deutscher Leichtathlet
- Hendrix, Herman E. (1880–1948), US-amerikanischer Steinmetz, Lehrer und Politiker
- Hendrix, Holly (* 1997), US-amerikanische Pornodarstellerin
- Hendrix, Jimi (1942–1970), US-amerikanischer Gitarrist und SängerJimi Hendrix (1942–1970)

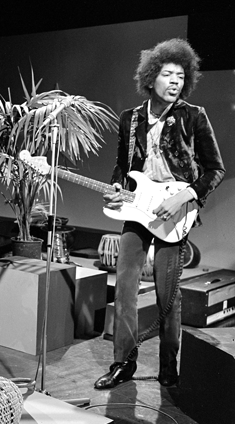
Jimi Hendrix (1942–1970)

- Hendrix, John W. (* 1942), US-amerikanischer Offizier, General der US Army
- Hendrix, Jorrit (* 1995), niederländischer Fußballspieler
- Hendrix, Joseph C. (1853–1904), US-amerikanischer Politiker
- Hendrix, Leslie (* 1960), amerikanische Schauspielerin
- Hendrix, Margie (1935–1973), amerikanische Blues- und Soul-Sängerin
- Hendrix, Michel (* 1987), niederländischer Springreiter
- Hendrix, Nick (* 1985), britischer Schauspieler
- Hendrix, Richard (* 1986), US-amerikanisch-mazedonischer Basketballspieler
- Hendrix, Robin (* 1995), belgischer Langstreckenläufer
- Hendrix, Terri (* 1968), US-amerikanische Country-Sängerin und Songwriterin
- Hendrix, Victor (1935–2020), deutscher Ruderer
- Hendrix, Wanda (1928–1981), US-amerikanische Schauspielerin
- Hendrixson, Shane (* 1989), US-amerikanischer E-Sportler
- Hendron, Alfred J. (* 1937), US-amerikanischer Bauingenieur
- Hendropriyono, Abdullah Mahmud (* 1945), indonesischer Politiker und Militär
- Hendry, Callum (* 1997), schottischer Fußballspieler
- Hendry, CJ (* 1988), australische Künstlerin
- Hendry, Colin (* 1965), schottischer Fußballspieler und -trainer
- Hendry, David F. (* 1944), britischer Ökonometriker
- Hendry, Drew (* 1964), schottischer Politiker
- Hendry, Eben, schottischer Fußballspieler
- Hendry, George (1920–2011), US-amerikanischer Tischtennisspieler
- Hendry, Gloria (* 1949), US-amerikanische SchauspielerinGloria Hendry (* 1949)

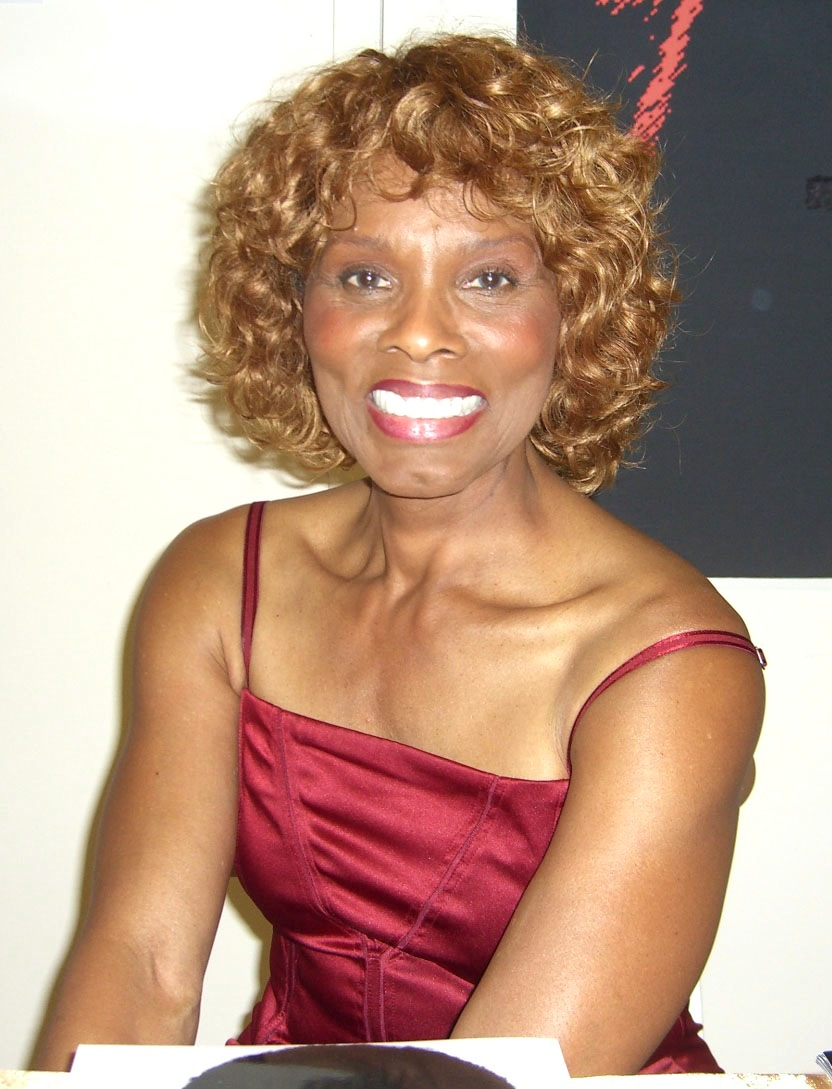
Gloria Hendry (* 1949)

- Hendry, Ian (1931–1984), britischer Schauspieler
- Hendry, Jack (* 1995), schottischer Fußballspieler
- Hendry, Joan (* 1945), kanadische Weitspringerin und Sprinterin
- Hendry, Jordan (* 1984), kanadischer Eishockeyspieler
- Hendry, Manuel Flurin (* 1973), Schweizer Filmregisseur und Drehbuchautor
- Hendry, Samuel Gary (* 1999), kanadischer Skilangläufer
- Hendry, Stephen (* 1969), schottischer SnookerspielerStephen Hendry (* 1969)

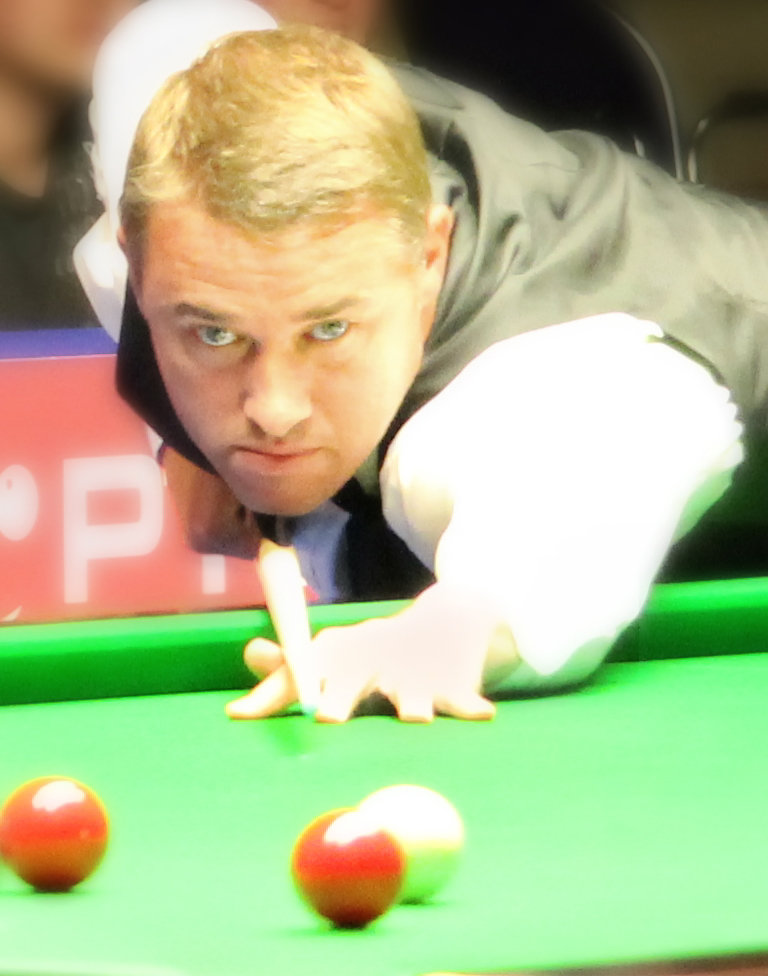
Stephen Hendry (* 1969)

- Hendry, Vic (1920–2014), Schweizer Schriftsteller
- Hendrych, Jiří (1913–1979), tschechoslowakischer Politiker
- Hendryx, Nona (* 1944), US-amerikanische Sängerin und Songschreiberin

### Hends
- Hendschel, Albert (1834–1883), deutscher Maler, Zeichner und Radierer
- Hendschel, Fred (1879–1916), US-amerikanischer Schwimmer
- Hendschel, Ottmar (1845–1925), deutscher Genre- und Landschaftsmaler der Düsseldorfer Schule
- Hendschke, Karin (* 1967), deutsche Eiskunstläuferin
- Hendsel, Erika (* 1997), estnische Tennisspielerin

### Hendt
- Hendtzschel, Gottfried, deutscher Maler

### Hendu
- Hendus, Heinrich (1911–1982), deutscher Diplomat

### Hendy
- Hendy, Gordon (1904–1964), britischer Autorennfahrer
- Hendy, Jim (1905–1961), kanadischer Eishockeystatistiker und Historiker
- Hendy-Freegard, Robert (* 1971), britischer Barkeeper, Autoverkäufer, Hochstapler und Betrüger